# Podskarbi nadworny litewski
Podskarbi nadworny litewski, podskarbi dworny (łac. vicethesaurarius, subthesaurarius magni ducis Lithuaniae) – urząd centralny ministerialny I Rzeczypospolitej.

## Historia urzędu
Urząd pojawił się u schyłku panowania Kazimierza IV Jagiellończyka. Formalnie jego kompetencje określił dopiero statut króla Aleksandra Jagiellończyka z 1504. Według tych postanowień urząd podskarbiego nadwornego był równoważny podskarbiemu wielkiemu litewskiemu i obaj podskarbiowie mieli przebywać przy królu. W rzeczywistości był uważany za zastępcę wielkiego. Do 1569 roku wchodził w skład rady hospodarskiej. Po unijnym sejmie lubelskim nie wszedł w skład wspólnego Senatu Rzeczypospolitej. W 1590, gdy sejm oddzielił skarb państwowy od królewskiego podskarbi nadworny objął pieczę nad skarbem monarchy. W czasach saskich stanął na czele kamery, będącej izbą skarbową, która przejęła jego obowiązki. Dopiero w 1775 roku wszedł w skład Senatu.

## Zakres kompetencji
- Zarządzał dobrami stołowymi i dochodami króla, od połowy XVI w. dysponował także przychodami państwa.
- Miał pieczę nad prywatną szkatułą królewską. Kontrolował wydatki i przychody dworu królewskiego, wystawiając asygnaty.
- Dbał o inwentarz dworu. W jego rękach były m.in. serwisy stołowe i przedmioty, będące ozdobą komnat.
- Był obecny w czasie zdawania przez podskarbiego wielkiego sprawozdania ze swojej działalności przed sejmem.
- Przechowywał rejestry rachunków podskarbiego wielkiego.
- wypłacał pensje dworzanom na podstawie list przekazywanych podskarbiemu wielkiemu.

W celu sprostania tak wielu zadaniom miał własną kancelarię z notariuszami.